# Заїка Ольга Харитонівна
О́льга Харито́нівна Заї́ка (нар. 23 лютого 1918, с. Андрієвичі, Новоград-Волинський повіт, Волинська губернія, УНР — невідомо, с. Андрієвичі, Ємільчинського району Житомирської області) — українська радянська діячка, новатор сільськогосподарського виробництва, ланкова, голова колгоспу ім. Комінтерну села Андрієвичі Ємільчинського району Житомирської області. Член ЦК КПУ (1960—1961). Депутат Верховної Ради УРСР 5—6-го скликань (1959—1967).

## Життєпис
Народилася 23 лютого 1918 року в селі  Андрієвичі, нині Ємільчинського району Житомирської області.
Від 1930-х років працювала колгоспницею та ланковою колгоспу ім. Комінтерну села Андрієвичі Ємільчинського району Житомирської області. Запроваджувала нові методи вирощування льону, завдяки чому збирала по два врожаї льону на рік. У 1949 році отримала по 38 центнерів льону з гектара.
Член ВКП(б) з 1951 року.
З середини 1950-х років — голова колгоспу ім. Комінтерну Ємільчинського виробничого колгоспно-радгоспного управління. З другої половини 1970-х років — на пенсії. Померла та похована у рідному селі.

## Нагороди
- Орден Леніна (26.02.1958)
- ордени
- медалі